# لاوتاکوله
لاوتاکوله مرکز اداری هویتینن فنلاند است.  